# Cristian Ortiz
Cristian Oscar Ortiz (Buenos Aires, Argentina; 8 de mayo de 1982) es un futbolista argentino que juega como centrocampista en el Club Deportivo Metalúrgico de la Pilar Argentina.

## Clubes
| Club                      | País      | Año         |
| ------------------------- | --------- | ----------- |
| Defensores de Belgrano    | Argentina | 1998 - 2004 |
| Universidad César Vallejo | Perú      | 2004        |
| Cienciano                 | Perú      | 2005        |
| Colón                     | Argentina | 2005 - 2006 |
| José Gálvez               | Perú      | 2006        |
| All Boys                  | Argentina | 2006 - 2008 |
| Caxias                    | Brasil    | 2008        |
| Gama                      | Brasil    | 2008 - 2009 |
| Caxias                    | Brasil    | 2009        |
| São Bento                 | Brasil    | 2010        |
| Funorte                   | Brasil    | 2011        |
| Deportivo Armenio         | Argentina | 2012 - 2013 |
| Los Andes                 | Argentina | 2013 - 2014 |
| San Miguel                | Argentina | 2015        |